# 古列尔莫·马可尼
古列尔莫·乔瓦尼·马里亚·马可尼（義大利語：Guglielmo Giovanni Maria Marconi，1874年4月25日—1937年7月20日），意大利电气工程师、发明家与商人，以发明基于无线电波的实用电报系统而闻名 ，并因此于1909年与卡尔·布劳恩共享诺贝尔物理学奖。马可尼的贡献为无线电、电视及现代无线通信系统的发展奠定了基础，因此他与尼古拉·特斯拉、亚历山大·斯捷潘诺维奇·波波夫等人一同被誉为“无线电之父”。
馬可尼在1895年春季利用电磁波作通信试验，但是向意大利政府请求资助未果。1896年在英国进行了14.4公里的通讯试验成功，并取得专利。1897年起又进行了一系列的无线电通信实验，他在伦敦成立馬可尼無線電報公司。1901年12月12日，馬可尼的研究小組，在紐芬蘭接收到從英國發送出來的第一個橫跨大西洋的無線電信號。1924年受封为侯爵，成为贵族。

## 生平

### 早期生活
马可尼于1874年4月25日的義大利博洛尼亚 ，朱塞佩·马可尼（意大利波雷塔泰尔梅贵族）和他的愛爾蘭妻子安妮·詹姆森（Annie Jameson）的第二个儿子。在他两到六岁时，与他的哥哥阿方索（Alfonso）被带到他母親位於英格兰贝德福德的小鎮上。 回到意大利后，他曾在同樣出生于博洛尼亚的奥古斯托·里吉位於佛羅里達的实验室接受早期教育，後來來到利沃諾。尽管历史学家科拉迪·朱利亚诺（Corradi Giuliano）在他的传记中將他刻画畫成一個天才。但根据罗伯特·麦克亨利的描述，马可尼在學校的表現似乎並不突出。
后信仰基督教，受洗为天主教徒后，他成為了罗马天主教的教徒，他与第一任妻子玛丽亚·克里斯蒂娜于1927年結婚（尽管这段婚姻以离婚结束）。

### 教育
少年时代，马可尼并没有接受过太多的正规学校教育，他的化学、数学、物理知识都来自于他父母聘请的家庭教师。在他的家庭离开冬季寒冷的博洛尼亚，前往相对温暖的托斯卡纳和佛罗伦萨时，父母又为他额外聘请了家庭教师。马可尼的启蒙导师芬赛佐·洛萨（Vincenzo Rosa），是利沃诺城市的大学物理学教师。芬赛佐·洛萨（Vincenzo Rosa）教授17岁的马可尼，基本的物理学知识，以及最新的电学理论。18岁，马可尼返回博洛尼亚，结识了博洛尼亚大学的物理学家奥古斯托·里吉（Augusto Righi），这位物理学家对于赫兹的理论有过很深的研究。里吉允许马可尼进入他的课堂上课，同时可以进入博洛尼亚大学的实验室和图书馆。

### 電報事業
早年，赫兹發現的電磁波引起了馬可尼的興趣。後來他被允许短暂地繼承奥古斯托·里吉的研究，博洛尼亚大学的一位物理学教授也曾與馬可尼一起進行研究。

#### 早期的實驗裝置

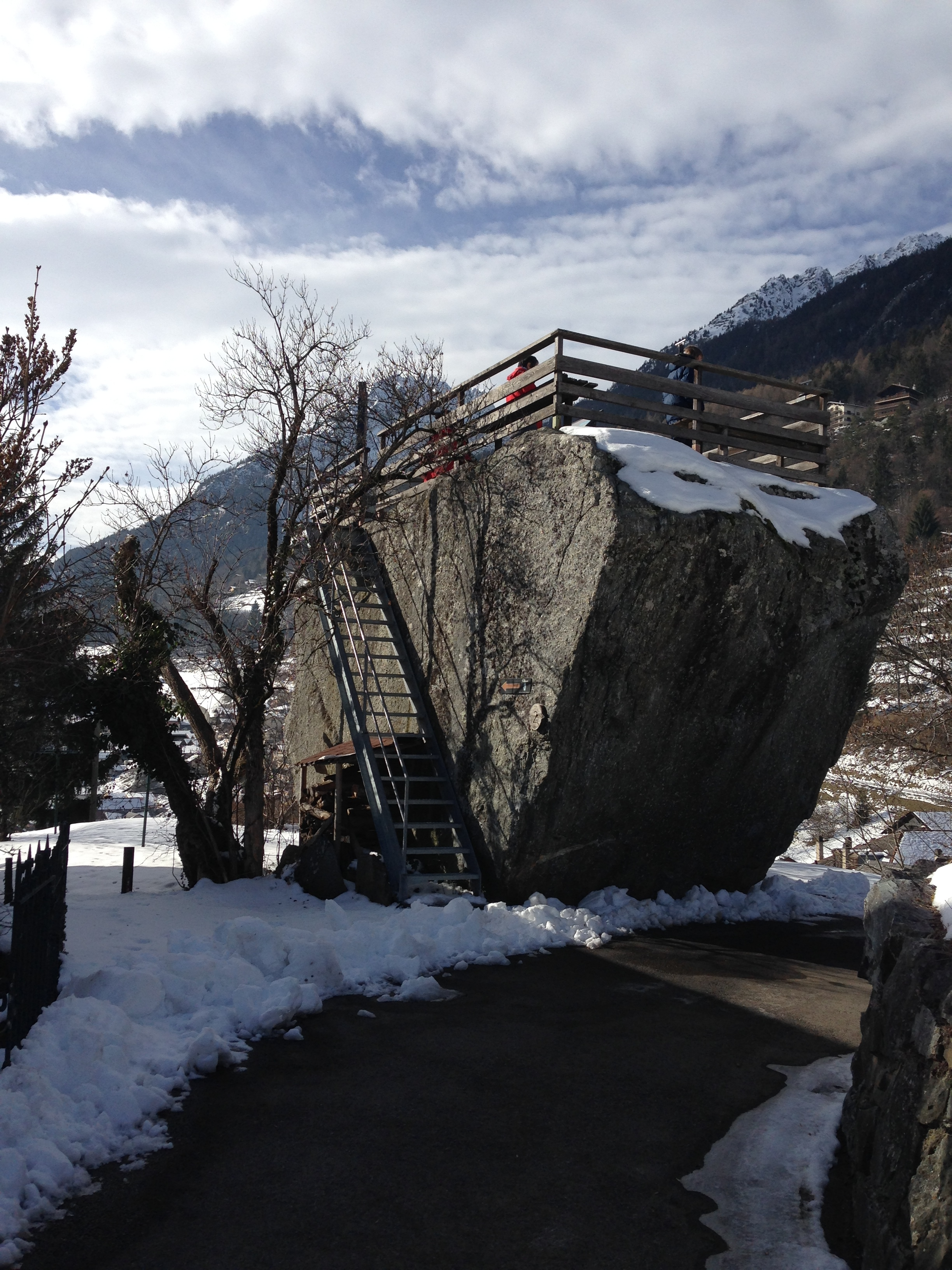
位於瑞士的“馬可尼石”曾是1895年實驗無線電波的現場

马可尼开始进行实验，在他的助手米格纳尼（Mignani）的帮助下在他别墅的阁楼上製造了很多设备。他的目标是利用无线电波来打造“无线电报” - 即用電磁波傳輸而不是電纜。但这并不是一个新鮮的創意，在馬可尼之前的许多研究者已经探索无线电报技术超过50年，但没有一個已经在技术上和商业上成功。相比前人，马可尼的無線電系统具有以下結構：
- 一個裝有相對簡單的振荡器或火花隙发射器的無線電發射機；
- 電纜或电容面积放置在离地面較適宜的高度；
- 基於愛德華·布朗利修改的检波接收器，以增加灵敏度和可靠性；
- 用電鍵操作发射器发送短和长脉冲，对应的“·”和“-”（即莫尔斯电码）；
- 另一個裝置接收，並將“·”和“-”记录到長條纸卷上。

#### 跨大西洋传输
在20世纪之交，为了与跨大西洋电报电缆竞争，马可尼开始研究一种穿越大西洋发出信号的方法。1901年，马可尼在自己家里建立了一个无线发射站，作为英格兰康沃尔的波尔图和爱尔兰高威公司的克里夫登之间的连接站。随后，他宣布位于纽芬兰圣约翰市（ St John's, Newfoundland）（现为加拿大的一部分）的信号山（Signal Hill），在1901年12月12日收到了无线电信号，利用了一根由风筝牵引的长达500英尺（150米）天线，接收到位于英格兰康沃尔郡波尔图（poldhu）的高功率站发送的信号。

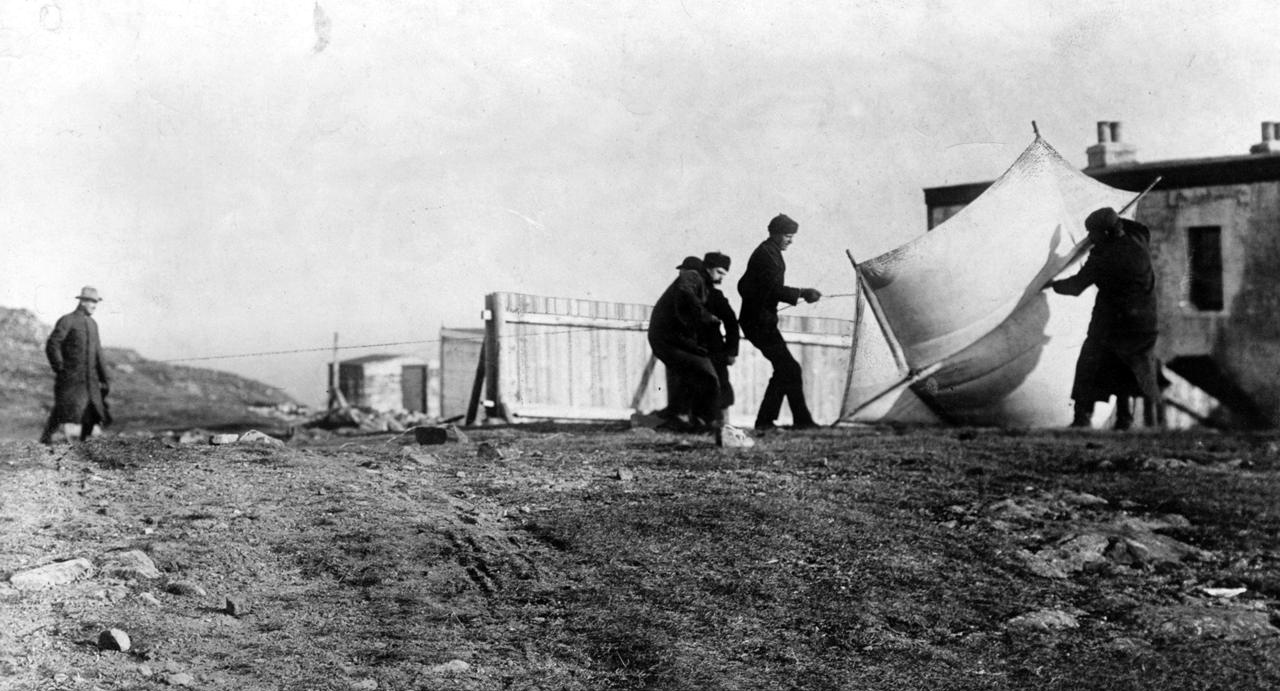
使用风筝拉起了接受天线

两点之间的距离是2200英里（3500公里），这被认为是一项伟大的科学创举，但也被怀疑，引发多项诉讼（因为胜诉便使马可尼失去大部份专利）。由于精确的波长没没得知（当年连调谐器也未发明），因此具体是否可能无人知晓，但有人说其位于350米（频率≈850kHz）附近，这在中波波长中段，缺乏长波的地表波传播能了。测试是在一天中的某个时间进行的，在这段时间里，整个跨大西洋线路都处于白天。由于白天电離层太低而缺乏电离层反射而中波无法向远方传播，但是马可尼当时不知道这是最糟糕的选择（实际上当时也没有人知道）。在这样的中波波长下，由于天波在电离层中的强烈干拔，白天的远距离传输是极其因难的，但以当年没有中波广播，而火花机动不动便可上十万瓦功率，这也並非不可能。但这并不是一次盲测，马可尼事先知道要听一个重复的三次点击的信号，表示摩尔斯电码字母S。 据悉，这三次点击信号是偶尔听到的。没有独立的报告对于此次成功的接受就行确认，同时传输过程中很难与大气噪声区分开来。对马可尼早期跨大西洋测试的详细技术回顾出现在约翰·S·贝尔罗斯（John S. Belrose）1995年的著作中。位于英格兰波尔图（poldhu）的发射机是一个两级电路的装置。
由于受到怀疑者的挑战，马可尼准备了一个更有组织性的测试。1902年2月，费城号轮船载着马可尼从大不列颠出发，仔细纪录来自波尔图（Poldhu） 基站的信号。测试结果在1550英里（2490公里）的距离仍可以被纪錄器接收，而在2100英里（3400公里）处还可以接收到音频信号。
由于最大距离是在夜间实现的，这次测试首次表明，中波和长波传输的无线电信号在夜间比白天传播得更远。在这次试验中，在白天，信号传输的距离只有700英里（1100公里），只有上一次传输到纽芬兰（Newfoundland）距离的一半，那一次接收到信号还是在白天。正因为如此，马可尼可能没有完全证实纽芬兰的成功接受信号的测试，尽管他后来确实证明了无线电信号可以发送数百公里，然而当时一些科学家认坚持无线电信号基本上只限于近距离传输，当然这都是不準确的，一战时人們已經知道利用同样系统，只加大功率及改良了检波器，就实现了美国与欧洲战场直接通讯。
1902年12月17日，新斯科舍省的格莱斯湾的马可尼站的传输站发出了信号，让加拿大成为世界上第二个从北美发出无线电信号，跨越大西洋的国家。
在纽芬兰成功后，马可尼在1901年开始建造了马萨诸塞州南威尔弗利特的基站，1903年1月18日从这里发射了一段信息，传递了美国总统西奥多·罗斯福向英国国王爱德华七世的问候。但是，要建立建立一个恒常稳定的跨大西洋信号系统还是非常困难。马可尼开始在大西洋两岸建造高功率电站，与海上的船只进行通讯，与其他发明家展开竞争。
1904年，马可尼建立了一个商业服务机构，向订购了服务的船发送晚间新闻摘要，这些受到信息的船，将这些摘要信息添加到船上发行的报纸里面。1907年10月17日，爱尔兰克利夫登(Clifden, Ireland)和格拉斯湾( Glace Bay)之间终于开始了一项定期的跨大西洋无线电报服务，但马可尼的公司仍在努力提供更可靠的通信系统服务。

#### 馬可尼的無線電設備與鐵達尼號
無線電報在鐵達尼號（Titanic）的災難中扮演重要的角色。當這艘英國豪華郵輪在1912年於北大西洋撞到冰山時，船員就是透過馬可尼的無線電設備發送求救訊號給在紐約的接線生。

## 个人生活
马可尼有个哥哥阿方索，和一个同父异母兄弟，路易吉。並有兩任妻子。
在墨索里尼掌權意大利政權時期，馬可尼曾積極支持法西斯的思想和行動。

## 紀念
1968年，为纪念马可尼对广播事业的贡献，并且感谢马可尼无线电报公司于1962年协助香港发展超短波广播，香港政府把九龙塘广播道其中一条支路——高雅道（Clare Road）命名为马可尼道以作纪念。
另外，其家鄉波隆那的國際機場命名為古列爾莫·馬可尼國際機場作為紀念。

## 争议
- 1893年，尼古拉·特斯拉在美国密苏里州圣路易斯首次公开展示了无线电通信的可能。这比马可尼要早。但这后来被判败诉，原因是特斯拉的交流电系统並未到达射频，而且他当年只是想传递能量而非信息。

- 1895年5月7日，亚历山大·波波夫在彼得堡物理和化学协会物理学部年会上演示了“雷电指示器”－他研制成的一架无线电接收装置，但实际上只有天线而没有检波装置，也未有发讯机系统。这由于政府原因后来被史太林定为“无线电日”。俄罗斯人认为波波夫才是无线电的发明人。

## 外部連結
- 诺贝尔奖官方网站关于古列尔莫·马可尼生平介绍（页面存档备份，存于）